# Sautijn
Sautijn ist der Name eines Amsterdamer Regentengeschlechts.

## Chronik
Die Familie Sautijn stammte ursprünglich aus Belgien. Nach dem Fall von Antwerpen (1576) wanderte der Tuchhändler Gillis Sautijn († 1607) nach Amsterdam aus. Dessen Sohn Samuël Sautijn (1593–1672) konnte sich dort als erfolgreicher Kaufmann festigen. Sein Sohn Gillis Sautijn (1635–1689) erlangte Zutritt in die Regierung der Stadt, in derer in weiterer Folge noch diverse andere Familienmitglieder saßen. Verehelichungen entstanden innerhalb des Amsterdamer Regentenpatriziats und auch mit Familien von außerhalb, so z. B. mit den De Graeff, Clifford, Van de Poll, Geelvinck oder den Lampsins.

## Personen
- Gillis Sautijn (1635–1689), Mitglied der Amsterdamer vroedschap, Direktor der Sozietät von Suriname, Gesandter in England
- Jan Sautijn (1680–1750), Bürgermeister von Amsterdam